# 7488 Robertpaul
7488 Robertpaul è un asteroide della fascia principale. Scoperto nel 1995, presenta un'orbita caratterizzata da un semiasse maggiore pari a 1,9587064 UA e da un'eccentricità di 0,0482665, inclinata di 24,10425° rispetto all'eclittica.